# Tour du Faso 2008
La 22e édition du Tour du Faso a eu lieu du 24 octobre au 2 novembre 2008, avec une distance totale de 1 229,5 kilomètres. L'épreuve était inscrite à l'UCI Africa Tour.

## Récit de la course
Alors que l'épreuve débute, l'avenir de la course est en péril. En effet, la course ne pourrait plus avoir lieu les prochaines années. Le partenariat avec ASO (Groupe Amaury) se termine, et l'organisateur de l'épreuve critique la sécurité par rapport aux secteurs non-goudronnés empruntés chaque édition. La mauvaise qualité du matériel et des logements prime également, Laurent Bezault, directeur, s'étant expliqué à la presse en février dernier.
Le nombre d'équipes engagées est réduit à quatorze, au lieu de quinze, la sélection malienne s'étant retirée au dernier moment.
La première étape courue entre Kokologo et Boromo voit la victoire du Belge, Guy Smet, ayant faussé compagnie à ses sept compagnons d'échappée à une quarantaine de kilomètres de l'arrivée, gagnant en solitaire avec un écart d'une minute et deux secondes d'avance sur ses deux premiers poursuivants : Sadrak Teguimaha et Bastien Léraud. Le reste du peloton suit cinq secondes plus tard.
La deuxième étape qui relie Boromo à Diébougou réussit au français, Vincent Graczyk, qui tire son épingle du jeu, en résistant à Martinien Tega et Fethi Ahmed Atunsi, ainsi qu'au peloton concédant dix-neuf secondes. Smet et son maillot jaune ne sont pas mis en danger par l'échappée victorieuse.
La troisième étape se déroule dans la ville de Bobo-Dioulasso, les coureurs bouclant douze tours de circuit. Alors qu'un peloton d'une trentaine de coureurs se détache rapidement, Vincent Graczyk attaque afin d’inquiéter Guy Smet, mais il est repris, tout comme ses compagnons d'échappée, dans l'ultime tour. Le premier sprint massif de cette vingt-deuxième édition à donc lieu. Lionel Syne l'emporte facilement devant Kanté Bachirou et son compatriote, Laurent Donnay, confortant ainsi son maillot vert. Un autre Belge, Smet demeure à la tête du classement général, tandis que les coureurs piégés, dont Laurent Zongo, perdent toutes chances de victoire finale à Ouagadougou.
La quatrième étape relie Bobo-Dioulasso à Banfora, Christof Mariën, intégrant un groupe de sept coureurs tente sa chance seul, voyant que l'échappée est compromise, il résiste dans les derniers kilomètres, où Graczyk essaye à nouveau de sortir, mais en vain. Kokou Ali Akrem Samana et Adil Jelloul, vainqueur sortant reviennent sur le Belge, mais celui-ci place son accélération décisive dans les derniers mètres et s'impose. C'est son compatriote Lionel Syne qui règle le sprint du peloton arrivant sept secondes plus tard. Guy Smet conserve sa précieuse tunique de « leader ».
La cinquième étape revient à Bobo-Dioulasso, pour arriver à Houndé, une échappée de trois, puis sept coureurs parvient à tenir tête aux ténors, mais ils ne seront que finalement six à terminer dans le même temps que Sadrak Teguimaha, qui émerge devant Laurent Donnay et Ahmed Yousef Belgasem. Smet, terminant comme la plupart du peloton, à seize secondes, continue son bout de chemin au sommet du général.
La sixième étape part de Laye pour se diriger vers Ouahigouya, de nombreuses attaques ont lieu, mais sont vaines les unes après les autres et c'est un peloton désorganisé qui se présente juste avant l'arrivée, mais une chute vient bouleverser l'échéance, et le Néerlandais, Leander Schreurs, ayant bondi entre-temps, parvient à conserver une seconde d'avance sur les deux Belges, Lionel Syne et Donnay. Sixième de l'étape, Guy Smet reste en jaune.
La septième étape, dite difficile, se déroule entre Yako et Ziniaré, un groupe de onze « leaders » se forme assez tôt, mais ils ne seront finalement que six à rester dans le sillage de Syne, nettement supérieur au sprint, signant sa seconde victoire personnelle devant Guillaume Soula, la quatrième pour son équipe belge. Smet, victime d'une crevaison en fin de course finit au courage à dix-huit secondes de son compatriote, conservant la tête du classement provisoire pour vingt secondes, il largue néanmoins le vainqueur sortant, Adil Jelloul, ainsi que Bastien Léraud, son coéquipier Vincent Graczyk, malade, ayant abandonné.
La huitième étape sillonne les routes de Koulbila et Tenkodogo, les ténors contrôlent à distance et laissent filer une échappée composée par dix-huit cyclistes, et c'est à nouveau Christof Mariën qui triomphe, laissant sur place tous ses adversaires sur la fin, comme lors de la quatrième étape...Il devance le français, Julien Pétilleau et Ahmed Yousef Belgasem. Arrivant à une minute et trente-sept secondes, dans le peloton réglé par Kanté Bachirou, Guy Smet prolonge son aventure en jaune.
La neuvième étape joint les villes de Tenkodogo et Fada N'Gourma, comme la veille, les jambes sont lourdes et les cadors préfèrent rester au chaud du peloton, que lancer la poursuite derrière les « baroudeurs », qui se disputent la victoire à neuf, et Laurent Deligné signe sa première victoire sur l'épreuve devant le néerlandais, Peter Woestenberg et son compatriote, Christophe Vilpellet. Cinquième, Jelloul perd, une fois de plus, l'occasion d'ajouter une étape à son palmarès. À une journée de l'arrivée, Smet, finissant dans le peloton — dont le sprint est à nouveau remporté par le maillot vert, Lionel Syne — maintient toujours son avance au classement général : la dernière étape sera décisive.
La dixième et dernière étape prend son départ de Kombissiri pour finir en beauté, à Ouagadougou, capitale du Burkina Faso, Guy Smet, paré de jaune, s'incruste dans un groupe de sept attaquants, il les laissera tous sur place dans les deux derniers tours de circuits et s'adjuge l'étape devant ses coéquipiers Jérémy Burton et Syne, — remportant le sprint du peloton — ainsi que le classement général final, qu'il dominait depuis le début de l'épreuve,.

## Classement général final
| 1.  | Guy Smet              | Sélection belge        | en | 29 h 16 min 49 s |
| 2.  | Laurent Donnay        | Sélection belge        | +  | 43 s             |
| 3.  | Sadrak Teguimaha      | Sélection camerounaise | +  | 47 s             |
| 4.  | Lionel Syne           | Sélection belge        | +  | 56 s             |
| 5.  | Martinien Tega        | Sélection camerounaise | +  | 1 min 06 s       |
| 6.  | Guillaume Soula       | Team Reine Blanche     | +  | 1 min 25 s       |
| 7.  | Ahmed Mohammed Ali    | Sélection libyenne     | +  | 1 min 31 s       |
| 8.  | Joseph Sanda          | Sélection camerounaise | +  | m.t.             |
| 9.  | Hassan Zahbouki       | Sélection marocaine    | +  | 5 min 34 s       |
| 10. | Ahmed Yousef Belgasem | Sélection libyenne     | +  | 5 min 40 s       |

## Étapes
| Étape     | Date         | Villes étapes                   |  | Distance (km) | Vainqueur d’étape | Leader du classement général |
| --------- | ------------ | ------------------------------- |  | ------------- | ----------------- | ---------------------------- |
| 1re étape | 24 octobre   | Kokologo - Boromo               |  | 136           | Guy Smet          | Guy Smet                     |
| 2e étape  | 25 octobre   | Boromo - Diébougou              |  | 133           | Vincent Graczyk   | Guy Smet                     |
| 3e étape  | 26 octobre   | Bobo-Dioulasso - Bobo-Dioulasso |  | 121           | Lionel Syne       | Guy Smet                     |
| 4e étape  | 27 octobre   | Bobo-Dioulasso - Banfora        |  | 83.5          | Christof Mariën   | Guy Smet                     |
| 5e étape  | 28 octobre   | Bobo-Dioulasso - Houndé         |  | 92.5          | Sadrak Teguimaha  | Guy Smet                     |
| 6e étape  | 29 octobre   | Laye - Ouahigouya               |  | 152           | Leander Schreurs  | Guy Smet                     |
| 7e étape  | 30 octobre   | Yako - Ziniaré                  |  | 152           | Lionel Syne       | Guy Smet                     |
| 8e étape  | 31 octobre   | Koulbila - Tenkodogo            |  | 149           | Christof Mariën   | Guy Smet                     |
| 9e étape  | 1er novembre | Tenkodogo - Fada N'Gourma       |  | 124           | Laurent Deligné   | Guy Smet                     |
| 10e étape | 2 novembre   | Kombissiri - Ouagadougou        |  | 86.5          | Guy Smet          | Guy Smet                     |